# Игра воображения
«Игра воображения» (белор. Гульня ўяўлення) — белорусский кинофильм Михаила Пташука, снятый в 1995 году по одноимённой пьесе Эмиля Брагинского.
Последняя кинороль Стефании Станюты.

## Сюжет
Семье Антошиных не удалось сохранить любовь после двадцати лет совместной жизни. Жена знакомит мужа со своей подругой, чтобы он не слишком увлекался во время «встряски» и не совершил ошибки.

## В ролях
- Юлия Высоцкая — Женя
- Игорь Костолевский — Павел Антошин
- Любовь Полищук — Рита
- Ирина Селезнёва — Лариса
- Анжелика Пташук — подруга Ларисы
- Стефания Станюта — старуха в шляпе
- Александр Филиппенко — Лампасов

## Съёмочная группа
- Автор сценария: Эмиль Брагинский
- Режиссёр-постановщик: Михаил Пташук
- Продюсеры:
  - Владимир Есинов
  - Людмила Тимошенко
  - Евгений Кравцов
- Оператор-постановщик: Владимир Спорышков
- Композитор: Максим Леонидов
- Художник-постановщик: Александр Чертович
- Звукорежиссёр: Сергей Чупров